# Siegfried Rabow
Siegfried Rabow (* 31. März 1848 in Karthaus (Westpreußen); † 19. Juni 1931 in Freiburg im Breisgau) war ein deutscher Psychiater.
Siegfried Rabow, Sohn eines Kaufmanns, studierte Medizin in Berlin und Königsberg. 1871 bis 1874 war er Assistenzarzt in Königsberg und Straßburg, 1872 wurde er promoviert. Es folgte eine Ausbildung als Facharzt für Psychiatrie in Berlin und Göttingen sowie 1877 bis 1879 an der Heil- und Pflegeanstalt von Cery (Gemeinde Prilly). Ab 1879 lebte er in Deutschland als Psychiater und unternahm pharmakologische Forschungen. Ab 1889 wirkte er als Arzt und von 1896 bis 1898 als Leiter der Heil- und Pflegeanstalt von Cery. Ab 1890 lehrte er an der Universität Lausanne, von 1890 bis 1899 als außerordentlicher Professor für Psychiatrie, von 1899 bis 1902 als ordentlicher Professor für therapeutische Behandlung und Arzneikunde. 1916 bis 1921 lebte er in Bern, ab 1922 verbrachte er seinen Ruhestand in Freiburg und wohnte dort in der Schiffstraße 3 sowie später am Rottecksplatz 9.
1887 bis 1909 war er Mit-Herausgeber der Zeitschrift Therapeutische Monatshefte. 1897 veröffentlichte er zusammen mit Louis Bourget das Handbuch der Arzneimittellehre.